# 城中姐妹花2之子夜情人
《城中姐妹花》（英文：Midnight Lovers）深獲海外觀眾欣賞，所以在1995年再次傾全台美女，炮製續集《子夜情人》。本劇由龍紹基監製，主力描寫幾段令男女主角難以自拔的三角戀。更情商得“肥媽”瑪莉亞演出夜店奇女子一角，為劇集加添綽頭。《子夜情人》，一個揭露現代舞娘辛酸史的電視劇。

### 劇情
講述歡場患難與共的“母女情”及狎妓者對舞小姐始亂終棄的不幸故事亦會交織於劇中。

### 主角
萬綺雯、王薇、林韋辰